# Stazione di Villanuova
La stazione di Villanuova fu una fermata ferroviaria della Rezzato-Vobarno a servizio del comune di Villanuova sul Clisi.

## Storia

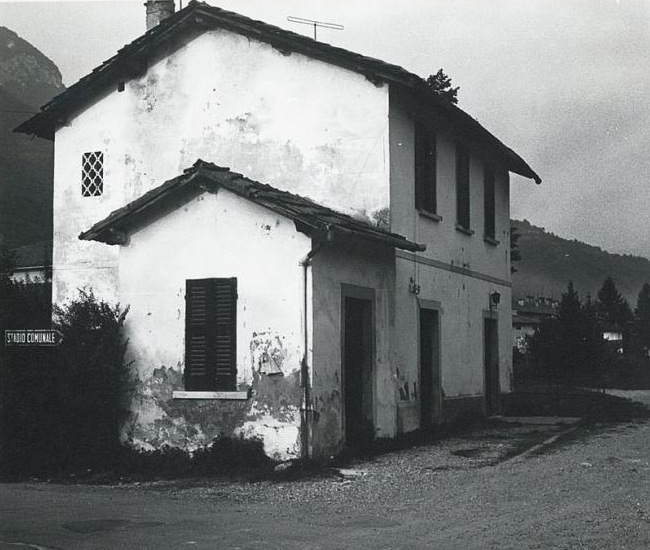
Il fabbricato viaggiatori nel 1975

La fermata fu aperta al servizio pubblico il 16 maggio 1897 assieme al primo tronco della ferrovia che collegava le stazioni di Rezzato e di Tormini.
L'impianto seguì tutte le vicende societarie della linea ferroviaria: fino al 1904 fu gestita dalla Società Anonima per la ferrovia Rezzato-Vobarno e Valle Sabbia (FRVVS), dal 1904 al 1909 dalla Società Anonima per la Ferrovia Rezzato-Vobarno-Caffaro, quindi dalla provincia di Brescia fino alla prima guerra mondiale, quando l'esercizio passò alle Ferrovie dello Stato (FS). Nel 1921, fu ceduta dalla provincia alla Società Elettrica Bresciana (SEB), che gestiva la rete tranviaria extraurbana di Brescia. Nel 1930, la SEB costituì una nuova società anonima, la Ferrovia Rezzato-Vobarno (FRV), che prese in carico l'esercizio della linea.
Dal 23 agosto 1931 fino al 10 luglio 1954, la fermata fu servita anche dalle corse della tranvia Brescia-Salò i cui treni furono instradati sulla linea ferroviaria, tra Virle Treponti a Tormini Stazione, per liberare la statale Gardesana Occidentale dai binari della linea del tram.
Il servizio passeggeri ferroviario fu mantenuto fino alla seconda guerra mondiale. Il personale presente presso l'impianto aveva il compito di custodire il raccordo con il vicino cotonificio Ottolini, per cui la fermata rimase attiva per il servizio merci fino alla chiusura della linea ferroviaria, il 23 marzo 1968.
In seguito, il fabbricato viaggiatori fu recuperato come sede della sezione locale degli Alpini.

## Strutture e impianti
Il fabbricato viaggiatori presentava le stesse caratteristiche architettoniche di quelli delle fermate di Roè-Volciano e di Vobarno Paese: a due livelli fuori terra con pianta rettangolare e due aperture per ogni lato.
In direzione Tormini Stazione, dal binario di corsa della linea si diramava un raccordo per il cotonificio Ottolini.

## Movimento
La fermata fu servita dai treni accelerati e misti della relazione Rezzato-Vobarno Ferriera. Dal 1931 al 1954 fu anche fermata del servizio tranviario della Brescia-Salò.